# あんぐり
『あんぐり』は、ヒカシューの15枚目のアルバム。2017年10月10日にMAKIGAMI RECORDSより発売。
テーマは「現代」。ジャケットは、近藤聡乃による川に浸かった女性の絵。紙ジャケット。

## 収録曲
全作詩:巻上公一
1. あんぐり(Anguri)
  - 作曲:坂出雅海
2. どれもが正解(All are correct)
  - 作曲:ヒカシュー
3. 至高の妄想(Suprematism)
  - 作曲:巻上公一
4. なりすまして候(Solemn pretender)
  - 作曲:ヒカシュー
5. つぶやく貝(selfish shellfish)
  - 作曲:ヒカシュー
6. いいね(I like it)
  - 作曲:巻上公一
7. 透明すぎるよ(Too transparent)
  - 作曲:佐藤正治
8. 了解です(Roger that)
  - 作曲:坂出雅海
9. 全方位怪しげ(Omni suspicion)
  - 作曲:ヒカシュー
10. まもなく天国(It will be heaven soon)
  - 作曲:ヒカシュー
11. 愛せないよ、そんなんじゃ(You cannot be in love,I guess)
  - 作曲:三田超人
12. 着陸しない系(In the style of unlanding)
  - 作曲:ヒカシュー
13. いい質問ですね！(Good Question!)
  - 作曲:三田超人

## 参加ミュージシャン
ヒカシュー
- 巻上公一 -ボーカル、テルミン、コルネット、尺八、口琴
- 三田超人 -ギター
- 坂出雅海 -ベースギター
- 清水一登 -ピアノ、シンセサイザー、バスクラリネット
- 佐藤正治 -ドラムス

ゲストミュージシャン
- モリイクエ -ラップトップ(#3,8,13)
- クリス・ピッツィオコス -アルトサックス(#9,10,12)
- 吹雪ユキエ -ボーカル(#6,9)
- あふりらんぼ -ボーカル(#9)
- 井上誠 -シンセサイザー(#8,9,10,12)